# هارفي روزين
هارفي روزين هو محامي وسياسي كندي، ولد في 1953 في كينغستون في كندا.